# Fromelennes
Fromelennes é uma comuna francesa na região administrativa de Grande Leste, no departamento Ardenas. Estende-se por uma área de 7,17 km². Em 2010 a comuna tinha 1 065 habitantes (densidade: 148,5 hab./km²).